# Крим-Конго (хеморагична треска)
Крим-Конго (на латински: Febris haemorrhagica Crimea-Congo; на английски: Crimean–Congo hemorrhagic fever, синоними: Кримско-конгоанска хеморагична треска, Кримска хеморагична треска, Конго хеморагична треска, Кримска треска, Узбекистанска хеморагична треска, Българска хеморагична треска, съкращавано като ККХТ) е остро инфекциозно заболяване, арбовирусна хеморагична треска и кърлежовопреносима зооноза.
Характеризира се с водещ хеморагичен синдром и висока смъртност. При заболяването има ясно изразени токсични увреждания на сърдечно-съдовата и централната нервна система.

## Етиология
Причинител на ККХТ е Crimean–Congo hemorrhagic fever virus (CCHFV), който принадлежи към род Nairovirus на семейство Buniaviride. Вирусът има сферична форма с диаметър 90 – 100 nm. Има слабо отчетливи повърхностни изпъквания върху двуслойна липопротеидна обвивка. Геномът е трисегментен, а РНК е с отрицателна полярност. Сегментите са озаглавени, съответно малък от „small “– S, среден от „middle“ – M и голям от „large“ – L. Репликацията на вируса се извършва в цитоплазмата, а вътреклетъчното узряване се извършва в апарата на Голджи.
Вирусът притежава различни генетични разлики, изразяващи се в разлики в генома в между различните изолати, достигащи до 20% в S сегмента и до 31% в M сегмента. Отделните вирусни секвенции се срещат както концентрирани на едно място, така и разпръснати на големи разстояния. Вероятно това се дължи на миграцията на птиците или обмена на селскостопански животни при търговия.
Въз основа на тези генотипни различия са установени седем основни генотипа:
- Africa 1 – разпространен в Сенегал;
- Africa 2 – от ДР Конго и южната част на Африка;
- Africa 3 – от южната и западната част на Африка;
- Europe 1 – от Албания, България, Косово, Русия и Турция;
- Europe 2 – от Гърция;
- Asia 1 – от Среден Изток, Иран и Пакистан;
- Asia 2 – от Китай и Централна Азия.

## Исторически сведения
През 12 век сподвижникът на Авицена Абу ал Джурджани описва подобни заболявания в Средна Азия (на територията на съвременен Таджикистан) като ги свързва с ухапвания от кърлежи. Признаците, които Джурджани описва, е наличието на кръв в урината, ректума, в повърнатото стомашно съдържание, по венците, в храчките и в коремната кухина. Според него заболяването се пренася от въшки или кърлежи, които обикновено паразитират при косовете. Лечението, което често се оказвало неефективно, се изразявало в намазване на мястото на ухапване с есенция от сандаловото дърво Pterocarpus santalinus. Болният трябвало да консумира прясно козе мляко и масло, както и отвара от цвят и листа на слез, ленено семе, цикория и тиква.
Заболяването е известно сред населението на Таджикистан и Узбекистан. В първата половина на 20 век Сиповски описва 18 случая на специфичен гастроинтестинален кръвоизлив в Душанбе. Това заболяване е наречено остра инфекциозна капилярна токсикоза. Вероятно болестта се е проявила още през 1942 г. в румънска полева болница сред окупационните румънски войски в Крим по време на Втората световна война. Случаите в средноазиатските републики на СССР са проучени добре от съветския епидемиолог Николай Ходукин, който нарича заболяването Узбекистанска хеморагична треска.
Съвременната история на болестта започва от лятото на 1944 г. когато в степната част на полуостров Крим сред съветски военни, немски военнопленници и местното население заето със сенокоса и прибиране на реколтата, се наблюдават епидемични взривове от неизвестно дотогава заболяване. Поразените около 200 души боледували с признаци на треска, токсични и хеморагични прояви, а процентът на смъртност бил много висок. Тогава вирусологът Михаил Чумаков описва болестта като Кримска хеморагична треска, а през 1967 г. изолира и причинителя и от случаи на боледуващи в района на Самарканд, а по-късно и от Астрахан.
През 1956 г. в Белгийско Конго Ghislaine Courtois изолира вирус, който по-късно се оказва сходен с кримските изолати. По аналогичен начин пакистанската вирусоложка Фатима Бегум през 1970 г. изолира от твърди кърлежи, обитаващи гората Чанга Манга в провинция Пенджаб, вируси, които са сходни с останалите изолати причиняващи заболяването.
В България първи случай на болестта е описан през 1952 г. от Неклюдов и Бохосян в Стара Загора. През 1953 г. Миронов докладва и за случай в Бургас като сходни признаци е наблюдавал и при пациент от района още през 1946 г. За пръв път вирусът причинител на заболяването в България е изолиран през 1968 г. от Василенко. Изолацията му е от болен човек и от кърлежи. Епидемиологията на болестта е проучена добре от Б. Камаринчев, който картира ендемичните територии в страната.

## Разпространение
Ареалът на природните огнища на заболяването обхваща централноазиатските републики Китай, Пакистан, Иран, Ирак, Индия и други страни от Южна Азия, цяла Африка с преобладаване в субсахарската част на континента и Югоизточна Европа. От Европа най-засегната е България и по-малко съседните на нея страни. В Азия заболяването е ендемично в райони намиращи се южно от 50-и северен паралел.

### В България
Разпространението на заболяването в България е добре проучено и са констатирани шест еволюционно-исторически природно-огнищни зони. Повечето от тях се намират в източната част на страната. Зоните са:
- Шуменска природно-огнищна зона. Тя заема приблизително територията на трите административни области – Шуменска, Разградска и Търговищка. Единствената епидемия в зоната е регистрирана в периода 1954 – 1955 г. с над 300 заболели души. Въпреки продължително затишие се наблюдава известно събуждане на епидемиологичната активност.
- Бургаска природно-огнищна зона. Тя заема приблизително територията на две административни области – Бургаска и Ямболска. Това е една от най-активните зони характеризираща се с многото нови регистрирани огнища, равняващи се на 75% от новите за страната и близо 70% от регистрираните заболели.
- Източносредногорска природно-огнищна зона. Тя заема приблизително територията на две административни области – Старозагорска и Сливенска. Областта е характерна със слабата си епидемиологична активност и вероятността от поява на единични случаи.
- Източнородопска природно-огнищна зона. Тя заема приблизително територията на две административни области – Хасковска и Кърджалийска. Характерна е с прекъснатост и мозаичност на епидемиологичния процес. Има много нови огнища, които се регистрират в зоната между Ивайловград и Момчилград.
- Западносредногорска природно-огнищна зона. Съвпада с централната и северната част на Пазарджишка област като обхваща и съседни райони в близост. Поради по-мекия климат е характерна с ежегодното си проявление.
- Великотърновска природно-огнищна зона. Заема централна Северна България като е отделена от шуменската зона. Подчертано е свързана с нея, но се характеризира с единични отделни случаи на заболяването.